# Pulitzer-Preis 1919
Der Pulitzer-Preis 1919 war die dritte Verleihung des renommierten US-amerikanischen Literaturpreises. Es wurden Preise in vier Kategorien im Bereich Journalismus und dem Bereich Literatur, Theater und Musik vergeben.
Der Preis in der Kategorie Dichtung wurde durch ein Sonderstipendium der Poetry Society of America ermöglicht.
Die Jury bestand aus zehn Personen, unter anderem dem Präsidenten der Columbia-Universität Nicholas Murray Butler und Ralph Pulitzer, Sohn des Pulitzer-Preis-Stifters und Herausgebers der New York World.

## Preisträger
| Kategorie                                     | Preisträger           | Begründung |
| --------------------------------------------- | --------------------- | --- |
| Dienst an der Öffentlichkeit (Public Service) | The Milwaukee Journal | Preis verliehen für den mutigen Wahlkampf für den Amerikanismus in einem Wahlkreis mit einem hohen Ausländeranteil. |

| Kategorie                                                   | Preisträger |
| ----------------------------------------------------------- | --- |
| Roman (Novel)                                               | The Magnificent Ambersons von Booth Tarkington                                                                  |
| Biographie oder Autobiographie (Biography or Autobiography) | The Education of Henry Adams (dt. Titel: Die Erziehung des Henry Adams. Von ihm selbst erzählt) von Henry Adams |
| Dichtung (Poetry)                                           | Corn Huskers von Carl Sandburg                                                                                  |
| Dichtung (Poetry)                                           | Old Road to Paradise von Margaret Widdemer                                                                      |